# Vignone
Vignone (Vijon in piemontese, Vignun in lombardo) è un comune italiano di 1 187 abitanti della provincia del Verbano-Cusio-Ossola.

## Storia

### Simboli
Lo stemma e il gonfalone sono stati concessi con DPR n. 2741 del 3 ottobre 1975.
Il disegno dello stemma ricorda la vastità dei vigneti che occupavano buona parte delle campagne, ora dismessi.
Il gonfalone è un drappo partito di giallo e di azzurro.

## Monumenti e luoghi d'interesse
Complesso monumentale di San Martino, costruito tra il XVI ed il XVIII secolo che comprende la chiesa parrocchiale (terminata nel 1615 su una precedente chiesa romanica), la cappella ossario ed il cimitero a perimetro ottagonale che ospita al centro l'oratorio della Beata Vergine Addolorata.
La chiesa parrocchiale ospita un organo Mascioni del 1892 in buono stato di conservazione, dotato di un manuale, pedaliera di due ottave e 28 registri. All'interno della chiesa due gessi dello scultore milanese Alessandro Laforêt (1863-1937) e un ciclo pittorico di Enrico Francioli (1814-1886).
La Casa degli Archi, nel centro della frazione di Bureglio, un edificio risalente al XVII secolo con una ben conservata corte ora adibito a iniziative culturali.

## Società

### Evoluzione demografica
Abitanti censiti

## Amministrazione
Di seguito è presentata una tabella relativa alle amministrazioni che si sono succedute in questo comune.
| Periodo        | Periodo        | Primo cittadino           | Partito      | Carica  | Note   |
| -------------- | -------------- | ------------------------- | ------------ | ------- | ------ |
| 24 aprile 1995 | 14 giugno 1999 | Giovanni Satta            | sinistra     | Sindaco | [ 11 ] |
| 14 giugno 1999 | 14 giugno 2004 | Magda Verazzi             | lista civica | Sindaco | [ 11 ] |
| 14 giugno 2004 | 8 giugno 2009  | Giovanni Satta            | lista civica | Sindaco | [ 11 ] |
| 8 giugno 2009  | 27 maggio 2014 | Magda Verazzi             | lista civica | Sindaco | [ 11 ] |
| 27 maggio 2014 | 25 maggio 2019 | Giacomo Maurizio Archetti | Fai Vignone  | Sindaco | [ 11 ] |
| 26 maggio 2019 | 9 giugno 2024  | Giacomo Maurizio Archetti | Fai Vignone  | Sindaco | [ 11 ] |
| 10 giugno 2024 | in carica      | Giacomo Maurizio Archetti | Fai Vignone  | Sindaco | [ 11 ] |

Fa parte dell'unione montana dei comuni di Arizzano, Premeno e Vignone.